# معدن قلعه زری
معدن قلعه زری یک روستا در ایران است که در دهستان قلعه زری شهرستان خوسف واقع شده‌است.